# World's Poultry Science Journal
World's Poultry Science Journal is een internationaal, aan collegiale toetsing onderworpen wetenschappelijk tijdschrift op het gebied van de pluimveehouderij. De naam wordt in literatuurverwijzingen meestal afgekort tot World. Poultry Sci. J. De eigenaar van het tijdschrift is World's Poultry Science Association. Het werd in eerste instantie uitgegeven door de Cambridge uitgeverij. Vanaf 2020 wordt het uitgegeven door de uitgeverij Taylor & Francis. Het tijdschrift verschijnt vier keer per jaar.